# Třebenice (Třebíči járás)
Třebenice település Csehországban, a Třebíči járásban. Třebenice Valeč, Vladislav, Stropešín, Třesov, Dolní Vilémovice, Koněšín, Číměř és Kozlany településekkel határos. Lakosainak száma 451 fő (2024. január 1.).

## Népesség
A település lakosságának változását az alábbi diagram mutatja:
| Lakosok száma | 499  | 534  | 591  | 501  | 422  | 423  | 445  | 446  | 445  | 451  |
|               | 1869 | 1890 | 1921 | 1950 | 1980 | 2001 | 2017 | 2019 | 2022 | 2024 |